# Hans Dittmar
Hans Erik Dittmar (Helsinque, 14 de novembro de 1902 — 20 de junho de 1967) foi um velejador finlandês, medalhista olímpico. Ele competiu nos Jogos Olímpicos de Verão de 1924 na classe Monotype e conquistou a medalha de bronze. Nos Jogos de 1952, ele era o timoneiro do Teresita que terminou em oitavo lugar na competição da classe 5.5 Metre.
Entre 1934 e 1957, Dittmar foi comodoro do clube náutico de Espoo ESF e trouxe ao clube inúmeros troféus. Pelos seus méritos na vela, foi agraciado com todas as medalhas de mérito do clube.